# Derin Seale
Derin Seale es un cineasta australiano, conocido por su cortometraje, The Eleven O'Clock, por el que recibió una nominación al Óscar al mejor cortometraje de acción real en la 90.ª edición de los Premios Óscar en 2018. También ha dirigido campañas comerciales recibiendo numerosos premios internacionales.
Derin Seale comenzó a trabajar para Film Crew en 1996, donde participó en el drama romántico El paciente inglés de Anthony Minghella como operador de vídeo junto a su padre, John Seale.
En 1998 escribió el guion y dirigió su primer cortometraje Static. Ese mismo año montó el cortometraje Tulip de Rachel Griffiths.
En 2003 trabajó como director de segunda unidad en Cold Mountain.
En 2016 se estrenó su cortometraje The Eleven O'Clock, por el cual recibió una nominación en la categoría Óscar al mejor cortometraje de acción real.
Su película publicitaria Mistakes (2015) para la Autoridad de Transporte de Nueva Zelanda ha ganado numerosos premios (León de Oro en Cannes, Lápiz Amarillo en AD&D, Oro en la muestra ONE, etc). También ha recibido premios por otras de sus campañas publicitarias: BMW, TIGER Beer, Volkswagen, Nissan.

## Filmografía
- 1987: Sons and Daughters (Serie de TV australiana; actor en un episodio)
- 1996: El paciente inglés (operador de reproducción de video)
- 1998: Static (Cortometraje; guionista y director)
- 1998: Tulip (Cortometraje; editor)
- 2003: Cold Mountain (director de la segunda unidad como Derin A. Seale)
- 2016: The Eleven O'Clock (Cortometraje; director, guionista y productor)

## Premios y distinciones
Óscar
| Año  | Categoría          | Película           | Resultado |
| ---- | ------------------ | ------------------ | --------- |
| 2018 | Mejor cortometraje | The Eleven O'Clock | Nominado  |